# Unto Uotila
Unto Uuno Uotila, född 30 december 1910 i Tammerfors, död 14 april 1977 i Helsingfors, var en finländsk rättsmedicinare och endokrinolog. 
Uotila blev medicine och kirurgie doktor 1937, professor i patologisk anatomi vid Helsingfors universitet 1945 och professor i rättsmedicin 1946. Han var en av de första inom den finskspråkiga Duodecimkretsen vars forskning blev anglosaxiskt inriktad och internationellt erkänd. Han utvecklade bland annat en metod att i mikroskopiska snitt kvantitativt bestämma sköldkörtelns kolloid. Vidare visade han att hypothalamus i hjärnan avsöndrar en substans som stimulerar hypofysens sekretion av sköldkörtelstimulerande hormon. Substansen har sedermera identifierats som "thyrotrophin-releasing hormone", TRH.